# Beauty & Stupid
「Beauty & Stupid」（ビューティー・アンド・スチューピッド）は、日本のアーティスト、hideのソロ6枚目となるシングル。

## 概要
2ndアルバム『PSYENCE』の先行シングル。意味は「美女と愚か者」であり、1996年の大晦日から使用されたhideのメインギター・イエローハートにもこのタイトルの一部「Stupid?（バカ？）」がデザインとして書かれている。ライブでは観客をステージに上げて踊るという演出がなされた。
2007年5月2日にマキシシングル化され、再発売された。

## 収録曲
1. Beauty & Stupid
 （作詞・作曲：hide）
  - 歌詞は当初は「ヘドラの中で女性がゴーゴーダンサーになった」雰囲気だったが、「単にやりたい男の歌になってしまい、女性に申し訳ない」と没にし[3]、「美女と野獣」[4]「キューティーハニー」[3]からインスパイアされ、「小林旭が書く様な『結局は女に負けるフェイクな安っぽい男らしさ』」[5]「エッチだけど明るい女の子」[3]をテーマにした。
  - 楽曲の雰囲気はグループ・サウンズと歌謡曲を組み合わせたアレンジを志向した[4]。hideは「どうやって今に通じる音に仕上げるか、方法が中々見つからなかったため、アルバムの中でアレンジ作業に一番時間がかかった」と振り返っている[6]。
  - デモテープのタイトルは「BIO DOLL JENNY」だった[7]。
  - 仮歌の段階でI.N.Aは「もしかして僕のことを歌っているのか」と思った。2018年にアルバムリリース後のプロモーションで「この歌詞のモデルとなったMARRON B氏は…」とI.N.Aの当時のペンネームが紹介されていたことを知った[7]。
  - PVはLEMONedに所属していたユニット「trees of Life」が制作した。当初は曲調とは逆のスタイリッシュな方向性で作ったが、hideは「これはこれで格好良いけど、いつものピンク髪の自分を待っているファンもいるから、『いつものhide』がお茶目な笑顔を見せるシーンも入れて下さい」と注文し、全て撮り直した。その結果「可愛い」方向性になった[8]。
2. Squeeze IT!!
（作詞・作曲：hide）
  - 「COMPILATION CATALOGUE VIDEO LEMONed」CMソング。
  - 歌詞が記載されていない。
  - 後にzilchとして発表される「EASY JESUS」の原型となった[9]。

## 収録アルバム
- PSYENCE (#1)
- hide BEST 〜PSYCHOMMUNITY〜 (#1)
- hide SINGLES 〜Junk Story〜 (#1)
- hide PERFECT SINGLE BOX (#1, 2)
- KING OF PSYBORG ROCK STAR (#2)
- We Love hide 〜The Best in The World〜 (#1)
- “Musical Number” ～ROCKミュージカル ピンクスパイダー～ (#1)
- 子 ギャル (#1)

## 参考
1. ↑  一般社団法人日本レコード協会
2. ↑  “Beauty＆Stupid”.   Oricon. 2014年11月28日閲覧。
3. 1 2 3  角川書店刊「CDでーた」1996年8月5日号「hide 8月レコーディング&9月アルバム レコーディング状況最新ルポ」p.9より。
4. 1 2  ソニー・マガジンズ刊『WHAT's IN?』1996年10月号「『PSYENCE』セルフライナーノーツ」113Pより。
5. ↑  ダイヤモンド社刊『FM STATION』1996年10月5日号「INTERVIEW hide」33Pより。
6. ↑  ソニー・マガジンズ刊 『WHAT's IN?』 1996年9月号「hide 加速するPSYENCE（サイエンス）」112P-113より。
7. 1 2  ヤマハミュージックエンタテインメントホールディングス刊「君のいない世界 hideと過ごした2486日間の軌跡」I.N.A著 187P-188Pより。
8. ↑  音楽専科社刊「hide BIBLE」pp.165-166より。
9. ↑  「KING OF PSYBORG ROCK STAR」ライナーノーツより。